# 拉切多尼亚
拉切多尼亚（義大利語：Lacedonia），是意大利阿韦利诺省的一个市镇。总面积81.57平方公里，人口2842人，人口密度34.8人/平方公里（2009年）。ISTAT代码为064041。